# Hoàng Thị Loan (cầu thủ bóng đá)
Hoàng Thị Loan (sinh ngày 6 tháng 2 năm 1995) là cầu thủ bóng đá thi đấu ở vị trí hậu vệ cho câu lạc bộ Hà Nội và đội tuyển nữ quốc gia Việt Nam.
Loan sinh ra ở Hà Tây, tỉnh cũ ở miền Bắc Việt Nam. Sau khi tỉnh này sáp nhập về Hà Nội, Loan về tập luyện và trưởng thành từ lò đào tạo trẻ của câu lạc bộ Hà Nội. Loan có 3 lần giành chức vô địch U19 quốc gia cùng với đội tuyển trẻ của Hà Nội. Sau đó, Loan thi đấu chuyên nghiệp cho Hà Nội II, sau chuyển về Hà Nội I từ mùa giải 2015. Tại đây, Loan có 3 lần giành ngôi Á quân Giải vô địch quốc gia.
Loan từng được triệu tập lên đội U16 Việt Nam và U19 Việt Nam tham dự vòng loại các giải châu lục và đều không vượt qua vòng loại. Ở tuổi 20, Loan được HLV Norimatsu Takashi phát hiện và gọi lên đội tuyển quốc gia để tham dự Vòng loại của Thế vận hội Rio 2016. Sau đó, Loan đã có trận ra mắt đội tuyển quốc gia khi Việt Nam đối đầu với Đài Loan ở vòng loại năm đó. Năm 2018, Loan có bàn thắng đầu tiên cho đội tuyển quốc gia trong khuôn khổ Giải vô địch Đông Nam Á 2018. Loan cùng đội tuyển Việt Nam giành một huy chương vàng SEA Games vào năm 2019.

## Tiểu sử
Loan sinh năm 1995 tại làng Kỳ Thủy, xã Bích Hòa, huyện Thanh Oai, tỉnh Hà Tây cũ nay là một làng quê ở ngoại thành Hà Nội.

## Sự nghiệp câu lạc bộ
- Loan cùng bạn bè lên huyện xin thử sức ở đội bóng huyện và được chấp nhận. Từ đây, cứ đều đặn 3 buổi/tuần, Loan đạp xe đi tập đá bóng ở trên huyện cùng các anh chị. Sau đó cô được nhận vào đội trẻ của CLB bóng đá nữ Hà Tây, một thế lực thực sự của bóng đá nữ Việt Nam thời bấy giờ. Họ là nhà vô địch của Giải vô địch quốc gia năm 2006, huy chương vàng Đại hội TDTT toàn quốc năm 2006 và đội U18 Hà Tây cũng vừa giành chức vô địch U18 quốc gia 2007 mùa đầu tiên.[2][3]
- Sau khi Hà Tây sáp nhập về Hà Nội, Loan tập luyện cùng lứa trẻ của Hà Nội và cô đã cùng lứa U19 Hà Nội giành được 3 chức vô địch U19 quốc gia liên tiếp vào các năm 2012, 2013, 2014.[4]
- Trước khi về đá cho Hà Nội I năm 2015, cô có một thời gian thi đấu ở vị trí trung vệ trong màu áo Hà Nội II, với một đội hình gồm hàng loạt các cầu thủ trẻ của U19 Hà Nội như: Thanh Huyền, Thảo Anh, Thái Thị Thảo, Kim Liên, Mỹ Hảo,... nên không quá khó hiểu khi Hà Nội II thường xếp đội sổ trên bảng xếp hạng với thành tích thi đấu không tốt.
- Từ mùa giải 2015, cô thi đấu cho câu lạc bộ Hà Nội I (nay là câu lạc bộ Hà Nội). Tại đây cô vẫn được mặc chiếc áo số 2 từ thời còn đá cho Hà Nội II và dần dần cô cũng đã có một chỗ đứng trong đội hình của đội bóng thủ đô nhờ sự đa năng và nhiệt huyết trong thi đấu của mình.
- Sau khi kết thúc mùa giải 2018, cô đã có ý định treo giày sớm và cô đã không tham dự Cúp quốc gia 2019, lượt đi Giải vô địch quốc gia 2019. Sau đó, cô đã trở lại thi đấu vào giai đoạn lượt về của giải vô địch quốc gia 2019 và thi đấu khá ổn định, làm tiền đề cho việc trở lại đội tuyển tham dự SEA Games 30 vào cuối năm.
- Hiện nay, cô thuộc biên chế của Trung tâm Huấn luyện & Thi đấu TDTT Hà Nội.[5]

## Sự nghiệp quốc tế

### Tuyển trẻ
- Tháng 10 năm 2010, cô được HLV Nguyễn Duy Hùng gọi vào đội tuyển U16 Việt Nam tham dự Vòng loại thứ nhất Giải vô địch U16 châu Á 2011 diễn ra ở Makati, Philippines. Cô được khoác áo số 17 và ra sân đá chính cả bốn trận góp công không nhỏ giúp U16 Việt Nam vượt qua vòng loại thứ nhất một cách rất thuyết phục khi thắng cả 4/4 trận, ghi được 33 bàn và giữ sạch lưới cả bốn trận.[6]
- Tháng 12 năm 2010, cô tiếp tục được chọn vào danh sách đội U16 đi Bangkok, Thái Lan tham dự Vòng loại thứ hai Giải vô địch U16 châu Á 2011.[7] Cô tiếp tục được khoác áo số 17 và đá chính cả bốn trận. Sau trận đầu ra quân thuận lợi khi thắng U16 Iran 4–2 thì đến 2 trận đấu tiếp theo, U16 Việt Nam đã phải nhận 2 thất bại liên tiếp trước các đối thủ trong khu vực là U16 Thái Lan và U16 Myanmar.[8][9][10] Trong đó, ở trận gặp U16 Thái Lan, Hoàng Thị Loan là người mắc lỗi trong vòng cấm khiến đối thủ được hưởng quả phạt đền và vượt lên dẫn trước 1–0 từ phút thứ 18.[9] Đến trận cuối cùng chỉ còn mang ý nghĩa danh dự, thầy trò ông Nguyễn Duy Hùng đã khép lại chiến dịch vòng loại năm đó bằng cuộc rượt đuổi tỉ số 3–3 với U16 Đài Loan.[11] Sau 4 trận đấu, Hoàng Thị Loan cùng đồng đội chỉ xếp thứ tư trong 5 đội và không có vé đến Vòng chung kết ở Nam Kinh, Trung Quốc.
- Cuối năm 2012, cô tiếp tục được ông Nguyễn Duy Hùng triệu tập vào đội U19 Việt Nam tham dự Vòng loại thứ 2 Giải vô địch U19 châu Á 2013, cá nhân Loan được đá chính cả ba trận và thi đấu khá tốt. Tuy nhiên, các cô gái trẻ của Việt Nam đã không vượt qua vòng loại do thất bại đen đủi 1–2 trước U19 Myanmar ngay trận đầu ra quân, trận đấu mà U19 Việt Nam chỉ ghi được 1 bàn thắng nhờ công của hậu vệ Mỹ Anh còn hàng công thì tỏ ra vô duyên đến một cách lạ kỳ.[12][13]

### Tuyển quốc gia

#### Vòng loại Olympic 2016
- Cuối tháng 7 năm 2015, cô được HLV Norimatsu Takashi gọi lên tập trung cùng đội tuyển quốc gia để tham dự Vòng loại thứ 2 của Thế vận hội Rio 2016 diễn ra ở Mandalay, Myanmar.[14] Ngay trong trận đấu đầu tiên với Đài Loan vào ngày 14/9, cô đã có lần đầu tiên ra mắt đội tuyển quốc gia khi được ông thầy người Nhật cho ra sân từ đầu, khi đó cô mới được 20 tuổi 7 tháng 8 ngày, tuy nhiên đội tuyển Việt Nam đã để thua đáng tiếc với tỉ số 0–1.[15] Ở 3 trận đấu còn lại sau đó, Những cô gái vàng đã trở lại mạnh mẽ khi lần lượt đánh bại chủ nhà Myanmar (4–2), Jordan (2–1), Thái Lan (2–0) để đứng đầu bảng và giành tấm vé duy nhất vào vòng loại tiếp theo.[16][17][18]
- Đầu năm 2016, cô tiếp tục được gọi tham dự Vòng loại thứ 3 ngay sau khi HLV Mai Đức Chung trở lại nắm quyền.[19] Cô được ra sân đá chính trong 2 trận đầu tiên gặp Trung Quốc và Australia ở vị trí hậu vệ cánh phải.[20][21] Tuy nhiên, việc phải đối đầu với 5 đối thủ mạnh nhất châu lục và đều trên tầm đẳng cấp nên đội tuyển Việt Nam đã phải nhận 5 trận thua liên tiếp tại Osaka, hàng công thì chỉ ghi được một bàn trên chấm phạt đền. Còn ở hàng thủ thì các hậu vệ Chương Thị Kiều, Bùi Thị Như, Nguyễn Thị Xuyến, Hoàng Thị Loan,... đã để thủ thành Kiều Trinh phải vào lưới nhặt bóng tới 22 lần.[22] Qua đó, tạm gác lại giấc mơ tham dự môn bóng đá tại Thế vận hội thêm 4 năm.
- Ở 2 lần tập trung cho vòng loại Thế vận hội lần này, cô đều khoác áo số 13.[15][20]

#### AFF Cup 2018
- Sau đó hơn 2 năm (khoảng giữa năm 2018), cô được HLV Mai Đức Chung gọi trở lại tập trung cùng đội tuyển quốc gia tham dự Giải vô địch Đông Nam Á diễn ra ở Palembang, Indonesia. Kết thúc giải, cô có 3 lần ra sân ở vòng bảng và đóng góp một bàn thắng ở phút thứ 27 trong trận gặp Singapore. Còn đội tuyển Việt Nam giành vị trí thứ 3 chung cuộc sau khi quật ngã đội tuyển Myanmar với tỉ số 3–0 trong trận tranh huy chương đồng.

#### SEA Games 2019
- Cuối năm 2019, sau màn trình diễn khá tốt tại lượt về Giải vô địch quốc gia 2019 nên cô được thầy Chung gọi lên tập trung đội tuyển quốc gia tham dự SEA Games 30 diễn ra trên đất Philippines, SEA Games 30 cũng là kỳ SEA Games đầu tiên của cô.[5] Ở giải lần này, cô mặc áo số 4 và ra sân thi đấu 3 trận.[note 2] Kết thúc giải, cô cùng với đội tuyển nữ Việt Nam đã xuất sắc giành chiếc huy chương vàng SEA Games thứ 6 trong lịch sử cho bóng đá nữ Việt Nam khi đánh bại Thái Lan trong trận tranh huy chương vàng với tỉ số 1–0.

#### Vòng loại Olympic 2020
- Ngày 23 tháng 12 năm 2019, nửa tháng sau chiếc huy chương vàng SEA Games 30, Hoàng Thị Loan tiếp tục lọt vào danh sách sơ bộ 25 cầu thủ của HLV Mai Đức Chung công bố để chuẩn bị tham dự Vòng loại thứ 3 của Thế vận hội Tokyo 2020.[23][24] Ở vòng loại lần này, cơ hội của Hoàng Thị Loan cùng đồng đội là cao hơn khá nhiều so với vòng loại năm 2016 vì một đội bóng mạnh là Triều Tiên đã bất ngờ tuyên bố rút lui sau khi bốc thăm còn Đương kim vô địch châu Á Nhật Bản đã có vé tham dự với tư cách là chủ nhà.[25]

## Phong cách thi đấu
Cô là một cầu thủ nhỏ con (cao 1,58 m và nặng khoảng 50 kg) nhưng bù lại cô là một mẫu cầu thủ đa năng, nhiệt huyết thi đấu cao. Trái ngược với khuôn mặt khá xinh xắn và nữ tính ở ngoài đời, trong khi thi đấu tuyển thủ gốc Hà Tây này lại khá mạnh mẽ và không ngại va chạm trong các tình huống tranh chấp tay đôi. Cô xuất thân là một trung vệ, nhưng có thể đá tốt ở nhiều vị trí: hậu vệ cánh phải, hậu vệ cánh trái, tiền vệ cánh phải lẫn tiền vệ phòng ngự. Bởi lẽ đó, cô được coi như hàng hiếm và là phiên bản nữ của tiền vệ Phạm Đức Huy ở đội tuyển nam quốc gia. Ví dụ như năm 2018, khi tham dự Giải vô địch Đông Nam Á, cả ba lần vào sân thì cô đều được thầy Chung sử dụng ở vị trí tiền vệ. Sang mùa giải 2019, đã nhiều lần Hoàng Thị Loan sắm vai tiền vệ trung tâm và đều chơi khá ổn định.

## Thống kê

### Thi đấu quốc tế
Tính đến hết SEA Games 30.
| Đội tuyển | Năm  | Trận | Bàn |
| --------- | ---- | ---- | --- |
| Việt Nam  | 2015 | 1    | 0   |
| Việt Nam  | 2016 | 2    | 0   |
| Việt Nam  | 2017 | 0    | 0   |
| Việt Nam  | 2018 | 3    | 1   |
| Việt Nam  | 2019 | 3    | 0   |
| Việt Nam  | 2020 | 16   | 0   |
| Việt Nam  | 2021 | 2    | 1   |
| Tổng      | Tổng | 11   | 2   |

#### Bàn thắng quốc tế
Tính đến hết Vòng loại Cúp bóng đá nữ châu Á 2022.
Tỉ số của tuyển Việt Nam được ghi trước, bàn thắng của Hoàng Thị Loan được in đậm.
| STT | Ngày                | Địa điểm                                            | Đối thủ    | Tỉ số | Kết quả | Giải đấu                             |
| --- | ------------------- | --------------------------------------------------- | ---------- | ----- | ------- | ------------------------------------ |
| 1   | 5 tháng 7 năm 2018  | Sân vận động Gelora Sriwijaya, Palembang, Indonesia | Singapore  | 2–0   | 10–0    | Giải vô địch Đông Nam Á 2018         |
| 2   | 29 tháng 9 năm 2021 | Sân vận động Pamir, Dushanbe, Tajikistan            | Tajikistan | 6–0   | 7–0     | Vòng loại Cúp bóng đá nữ Châu Á 2022 |

## Đời sống cá nhân
- Ngoài đời, Hoàng Thị Loan còn có biệt danh là Loan trố. Ở câu lạc bộ Hà Nội, người bạn thân thiết nhất của cô là hậu vệ số 15 Nguyễn Thị Thảo Anh. Giống như Hoàng Thị Loan, cô hậu vệ cánh phải đến từ Xuân Giang, Sóc Sơn này cũng khá nổi tiếng do có nhan sắc nổi bật và tươi tắn.
- Sau SEA Games 30, cô chia sẻ với báo giới là mình vẫn chưa kết hôn. Ngoài việc đá bóng, cô còn tranh thủ bán hàng online để kiếm thêm thu nhập.[27]

### Nổi tiếng sau SEA Games 30
- Cô bắt đầu được chú ý với vẻ ngoài xinh xắn khi vào sân thay cho Nguyễn Thị Xuyến ở phút 82 trong trận bán kết gặp đội tuyển Philippines. Sau trận đấu bán kết, trang Facebook cá nhân của cô tăng đột biến từ 2 nghìn lên hơn 20 nghìn người theo dõi.[28][29] Vào trận tranh huy chương vàng, hình ảnh cô gái nhỏ nhắn Hoàng Thị Loan theo kèm tiền đạo cao to Kanjana Sungngoen bên phía Thái Lan đã thực sự gây cơn sốt trên cộng đồng mạng, biểu thị cho tinh thần và ý chí chiến đấu của các cô gái vàng Việt Nam.[30]
- Sau kỳ SEA Games 30 thành công cùng đội tuyển quốc gia và sở hữu khuôn mặt xinh xắn, má lúm đồng tiền với mái tóc ngắn dễ thương nên cô được người hâm mộ và truyền thông Việt Nam chú ý rất nhiều, nhất cử nhất động của cô từ khi chuẩn bị về nước ở Philippines cho đến khi hạ cánh về dự buổi mừng công ở Nhà khách Văn phòng Chính phủ đều được săn đón và đưa tin.[31][32][33][34] Tài khoản Facebook cá nhân của cô thì đạt tới hơn 200.000 người theo dõi sau SEA Games 30.[33][note 3] Từ đó những tên gọi như crush quốc dân, vợ quốc dân, hot girl bóng đá nữ, hot girl sân cỏ, hoa khôi bóng đá nữ,... là những mỹ từ được cộng đồng yêu bóng đá Việt Nam dành cho cô.[35]

## Thành tích

### Câu lạc bộ
Hà Nội
- Giải vô địch quốc gia:  2015, 2016, 2019

### Thi đấu quốc tế
Việt Nam
- Giải vô địch Đông Nam Á:  2018
- SEA Games:  (1) 2019
- SEA Games:  (2) 2021
- SEA Games:  (3) 2023